# Amilly (Loiret)
 Amilly  es una población y comuna francesa, situada en la región de Centro, departamento de Loiret, en el distrito de Montargis y cantón de Amilly.

## Demografía
| 1 246 | 1 474 | 1 424 | 1 441 | 1 670 | 1 675 | 1 824 | 2 013 | 2 162 | 2 263 | 2 093 | 2 304 | 2 429 | 2 555 | 2 594 | 2 374 | 2 220 | 2 215 | 2 235 | 2 203 | 2 200 | 2 504 | 2 934 | 3 317 | 3 828 | 4 213 | 5 468 | 6 705 | 8 373 | 9 478 | 11 029 | 11 497 | 11 635 |
| Para los censos de 1962 a 1999 la población legal corresponde a la población sin duplicidades (Fuente: INSEE [Consultar]) |       |       |       |       |       |       |       |       |       |       |       |       |       |       |       |       |       |       |       |       |       |       |       |       |       |       |       |       |       |        |        |        |